# Au pair
 For alternative betydninger, se Au pair (flertydig). (Se også artikler, som begynder med Au pair)
Au pair (fra fransk "på lige fod") er en ung person (typisk mellem 17 og 29 år gammel) som udfører børnepasning eller lettere husarbejde hos en familie i et fremmed land for at lære om landets kultur. Værtsfamilien giver kost, logi og lommepenge.
Man kan blive og få au pair via en organisation eller lave en aftale på egen hånd.

## Historie og udvikling
”Au pair” betyder på lige fod på fransk. Oprindeligt blev betegnelsen anvendt om en ung kvinde, som indgik i husholdningen i franske borgerskabshjem som en nanny gjorde det i England. Betegnelsen ”nanny” stammede fra i England, hvor unge kvinder i 1800-tallet underviste børn i private herskabshjem i hjemmet. En nanny var ikke lønnet, fordi hun ikke var en del af tjenestefolket. Hun arbejdede i hjemmet, sidestillet eller på lige fod i hjemmet med familiens øvrige medlemmer. Hun arbejdede primært i de samme herskabsmiljøer som hun selv kom fra. Skikken gav mulighed for, at unge kvinder fik indsigt i kultur i samme herskabsmiljøer hos andre herskaber inden for samme arbejdsområde. Det var primært inden for undervisning og pasning af mindreårige børn i hjemmet på privat basis.

### Lærerinde og guvernante
I løbet af 1900-tallet ændrede rekrutteringen sig til arbejdet som nanny. Unge europæiske kvinder arbejdede som lærerinde og guvernante i private herskabshjem. De kunne modtage en symbolsk betaling, som var at ligne med lommepenge. Lommepengene var en erkendtlighed, en ekstra ydelse som kunne række til personlige fornødenheder. De unge kvinder arbejdede på lige fod med familiens øvrige medlemmer. Der fandt i stigende grad en varieret kulturel udveksling sted, idet flere og flere unge kvinder fra andre miljøer passede børn i private hjem under herskabelige forhold og indgik i herskabshusholdninger.

### Ung pige i huset
Danske unge kvinder indgik i mønstret. Unge piger som arbejdede i huset i 1900-tallet i Danmark tog arbejde i private hjem som led i deres uddannelse og dannelse. I løbet af 1960-erne tog et stigende antal unge danske kvinder arbejde som unge piger i huset i England og i Frankrig. De blev kaldt au pairer. De tog arbejde i udlandet især i England og Frankrig for at lære sproget til videre uddannelse som for eksempel korrespondent. Au pairerne passede børn i private hjem, fik kost og logi, indgik i familien og gik på sprogskoler for at uddanne sig i landets sprog og kultur. Au pair-opholdet var led i kulturel udveksling. Mange au pairer knyttede sig under opholdet i værtsfamilien til den danske kirke i udlandet, som holdt aktiviteter for au pairer. Den danske kirke fremmede kontakt mellem au pairer indbyrdes, rådgav i tilfælde af konflikter og hjalp til med at finde nye familier i tilfælde af konflikt.

### Lovgivningen
Europarådet ønskede i 1960erne at regulere au pair-ordningen ved lov. Au pairen skulle have rettigheder til sprogkursus med afsluttende eksaminer, kost og logi og familiær stilling. Arbejdstiden blev reguleret ved lov og au pairer fik ret til fritid. Formålet med au pair-ordningen var kulturel udveksling. Europarådet vedtog loven 24.november 1969. Følgende europæiske lande har ratificeret ordningen Danmark, Italien, Frankrig, Norge, Luxembourg og Spanien. Danmark ratificerede overenskomsten 29.april 1971. Europarådet så på au pair-ordningen som en kulturel udvekslingsordning. Au pair-ordningen udmøntedes i en kontrakt, som begge parter au pairen og værtsfamilien skrev under.
I starten af år 2000-tallet åbnede Europarådet for, at au pair-ordningen i Europa kunne søges af borgere uden for EU og EØS-lande. Au pair-ordningen administreredes af den danske statsforvaltning. I dag administreres au pair-ordningen af den danske stat med Styrelsen for International Rekrutering og Integration, Udlændinge- og Integrationsministeriet som myndighed. I overensstemmelse med lovens formål forvaltes au pair-ordningen som en studieordning. Hver enkelt au pair får en personlig opholdstilladelse. Tal og fakta på udlændingeområdet ved myndighederne har gjort det muligt for offentligheden at følge au pairers antal, nationaliteter og anden statistik vedr. au pairer i Danmark.

### Au pair-billedet i dag
Lovgivningen som åbnede for, at borgere uden for EU og EØS -lande kunne blive au pairer i Europa ændrede billede og mønster for au pairer i Europa. I Danmark og Norge fik flere og flere filippinere frem for andre nationaliteter fra omkring 2004 ansættelse som au pairer. I årene 2004-2009 dominerede antallet af filippinere over nationaliteter som Rusland og Ukraine og øvrige lande uden for EU og EØS-lande som Thailand, Kina, Sri Lanka med flere bl.a. lande i Afrika og i Nord- og Sydamerika. Der er omtrent 4.500 au pairer for tiden i Danmark fra lande uden for EU og EØS-samarbejdet. Blandt au pairerne findes både kvinder og mænd om end mændene er i meget lille tal.
Det ændrede billede af au pairer i dag i Danmark, Norge og lande i Europa, som betjener sig af au pair-ordningen har medført diskussion om formålet med kulturel udveksling opfyldes i den nuværende au pair-ordnings praksis.

## I dag

### Norge
Efter norske regler skal au pairen få fri kost og logi og mindst 5.400 kroner per måned i lommepenge af værtsfamilien. Desuden har værtsfamilien pligt til at betale for norskundervisning. Au pairen må højst arbejde 30 timer om ugen og have mulighed for at deltage i norskundervisning og fritidsaktiviteter. Værtsfamilien og au pairen skal underskrive en standardkontrakt.

### Danmark
I Danmark er au pair-ordningen karakteriseret ved at
- Au pair-ordningens formål er kulturel udveksling
- Au pairen skal være fyldt 17 år, men ikke 30 år på ansøgningstidspunktet, og den daglige arbejdstid skal være på minimum 3 og maksimum 5 timer, det vil sige mellem 18 og 30 timer om ugen. Au pairen skal have mindst 1½ ugentlig fridag.
- En au pair arbejder i hjemmet på lige fod med husets øvrige medlemmer.
- Til gengæld for sit arbejde får au pairen kost og logi, lommepenge (4.550 kr. 2021 niveau), familiær stilling og adgang til at følge sprogkursus på sprogskoler.[2]

Tidligere kunne pensionister have en au pair, men fra d. 1. februar 2012 er det ikke længere muligt.

#### Debat
Der har været debat om, hvorvidt au pair-ordningen bliver misbrugt af familier, der ønsker billig arbejdskraft. Den filippinske sociologistuderende og au pair Vanessa Faith Agreda har foretaget en undersøgelse af forholdene for danske au pair piger. Den viste bl.a., at flere arbejde mere end deres kontrakt tillader, og at mange er utilfredse med ordningen.
Faith Agredas undersøgelse har medvirket til, at den danske regering nu undersøger ordningen.
Rapporten "Den danske au pair-ordning En kvalitativ og kvantitativ undersøgelse 13:02" ved Anika Liversage, Rebekka Bille og Vibeke Jakobsen SFI - Det nationale forskningscenter for velfærd København 2013 præsenterer undersøgelsesresultater om au pair-ordningen. Undersøgelsen var bestilt og finansieret af Styrelsen for Fastholdelse og Rekruttering(SFR) under Beskæftigelsesministeriet. Formålet var at belyse, hvem der anvender ordningen, hvad der motiverede værtsfamilier og au pairer til at bruge ordningen og hvordan au pairers hverdag forløber. Rapportens resultater fik ikke den danske regering til at ændre au pair-ordningen
I Danmark betragtes det at have eller få børn ikke som foreneligt med at være au pair, hvorfor gravide au pairer mister deres opholdstilladelse og udvises.